# Aurora (Kanada)
Aurora – miejscowość (ang. town) w Kanadzie, w prowincji Ontario, w regionie York.
Powierzchnia Aurora to 49,61 km². Według danych spisu powszechnego z roku 2001 Aurora liczy 40 167 mieszkańców (809,66 os./km²).
Z Aurory pochodzi Vanessa Crone, kanadyjska łyżwiarka figurowa, startująca w parach tanecznych.

## Współpraca
- Leksand, Szwecja